# Tomáš Czernin
Tomáš Czernin (celým jménem Tomáš Zachariáš Josef Maria Děpolt Rudolf Kazimír Hostislav hrabě Czernin; * 4. března 1962 Plzeň) je příslušník vinořské větve rodu Czerninů, lesník a zemědělec, majitel zámku Dymokury. V letech 2022 až 2024 místopředseda Senátu PČR, od roku 2016 senátor za obvod č. 37 – Jičín, v letech 1998 až 2002 a opět od roku 2014 zastupitel obce Dymokury na Nymbursku, od roku 2017 místopředseda TOP 09.

## Život
Tomáš Czernin, nejstarší syn Theobalda (Děpolta) Czernina (7. července 1936 Dymokury – 12. července 2015) z vinořské větve rodu a Polyxeny Lobkowiczové (* 28. dubna 1941 Praha) z křimické linie roudnické větve Lobkowiczů, která je sestrou ostravsko-opavského biskupa Františka Lobkowicze (1948–2022) a politika Jaroslava Lobkowicze (* 1942), se narodil 4. března 1962 v Plzni. Má čtyři sourozence: Terezii (* 1. prosince 1964 Plzeň), Děpolda (* 7. listopadu 1969 Plzeň), Jana (* 29. prosince 1972 Plzeň) a Gabrielu (* 19. června 1975 Ostrov).
V roce 1981 ukončil SPŠ stavební v Karlových Varech maturitou a poté vystudoval stavební fakultu ČVUT, kterou úspěšně zakončil jako inženýr. Po skončení vysoké školy pracoval jako projektant u Pražského projektového ústavu do roku 1990. V témže roce se oženil a odešel za manželkou do Vídně, kde pracoval jako přípravář stavební výroby a později jako projektant.
V roce 1992 se vrátil zpět do Československa, kde byl jeho otci v restituci navrácen majetek, který společně spravovali. Zámek Dymokury se dostal do vlastnictví rodu Czerninů už v roce 1833, kdy se Rosina z Colloredo-Wallsee (1815–1874) provdala za Otakara Evžena Czernina (1809–1886). Po druhé světové válce na zámku ministerstvo vnitra zřídilo sklad munice, komplex postupně podlehl zkáze a na počátku 90. let byl v dezolátním stavu. Než se rodina do opraveného zámku v roce 1998 mohla nastěhovat, bydleli v menším domku v areálu bývalého pivovaru.

## Charitativní činnost
Je členem Suverénního řádu Maltézských rytířů a osobně se účastní na charitativním díle tohoto řádu. Je předsedou Nadačního fondu „Lourdes“, který organizuje a řídí poutě pro nemocné a postižené, zejména každoroční pouť Řádu Maltézských rytířů s nemocnými do Lurd.

## Politika
Do komunální politiky vstoupil, když byl ve volbách v roce 1998 zvolen jako nestraník za KDU-ČSL zastupitelem obce Dymokury na Nymbursku. Následně se stal místostarostou obce. Funkci vykonával do voleb v roce 2002, kdy opět vedl jako nestraník kandidátku KDU-ČSL, ale zvolen tentokrát nebyl (stal se prvním náhradníkem). Nepodařilo se mu to ani ve volbách v roce 2006. Od roku 2009 je členem TOP 09. Do dymokurského zastupitelstva se vrátil po volbách v roce 2014, kdy kandidoval jako člen TOP 09 na kandidátce subjektu „Nezávislí s podporou TOP 09“. Rovněž se opět stal místostarostou obce.
Ve volbách do Senátu PČR v roce 2010 kandidoval jako člen TOP 09 za koalici stran TOP 09 a STAN v obvod č. 37 – Jičín. Se ziskem 18,5 % hlasů však skončil na třetím místě. Ve volbách do Senátu PČR v roce 2016 kandidoval v tomto obvodu za stejné uskupení znovu. Se ziskem 28,51 % hlasů postoupil z prvního místa do druhého kola, v němž porazil poměrem hlasů 59,13 % : 40,86 % kandidáta hnutí ANO 2011 Jana Malého. Stal se tak senátorem.
Ve volbách do Evropského parlamentu v roce 2014 kandidoval z pozice člena TOP 09 na 7. místě kandidátky TOP 09 a STAN, ale neuspěl. Na konci listopadu 2017 se stal místopředsedou TOP 09, získal 165 hlasů (tj. 93 %).
Ve volbách v roce 2018 obhájil jako člen TOP 09 post zastupitele obce Dymokury na kandidátce subjektu „I nadále přátelsky“ (tj. nezávislí kandidáti a TOP 09). Skončil však v pozici místostarosty obce.
V červnu 2019 oznámil, že bude na podzim téhož roku kandidovat na post předsedy TOP 09. Na sněmu strany v listopadu 2019 však neuspěl, porazila jej Markéta Pekarová Adamová. Následně byl zvolen 1. místopředsedou strany, obdržel 162 ze 176 hlasů. V listopadu 2021 post 1. místopředsedy TOP 09 obhájil. Jakožto jediný kandidát získal 170 ze 177 hlasů (tj. 96 % hlasů).
Ve volbách do Senátu PČR v roce 2022 obhájil za TOP 09 v rámci koalice SPOLU (tj. ODS, KDU-ČSL a TOP 09) mandát senátora v obvodu č. 37 – Jičín. V prvním kole vyhrál s podílem hlasů 28,99 %, a postoupil tak do druhého kola, v němž se utkal s kandidátem hnutí ANO Jaromírem Dědečkem. Ve druhém kole zvítězil poměrem hlasů 53,83 % : 46,16 %, a mandát senátora tak obhájil. Na začátku listopadu 2022 byl zvolen místopředsedou Senátu PČR, když dostal v tajné volbě 64 z 80 odevzdaných hlasů.
V komunálních volbách v roce 2022 kandidoval do zastupitelstva Dymokur z 4. místa kandidátky subjektu „SPOLU a přátelsky“ (tj. ODS, TOP 09 a nezávislí kandidáti). S počtem 196 preferenčních hlasů mandát zastupitele obhájil.
V listopadu 2023 na sněmu TOP 09 opustil funkci 1. místopředsedy strany (vystřídal jej Vlastimil Válek), byl však zvolen řadovým místopředsedou strany.
Na konci října 2024 skončil ve funkci místopředsedy Senátu PČR.

## Politické postoje a názory
V souvislosti s evropskou migrační krizí v roce 2016 prohlásil, že „Těm lidem, kterým jde o život, je potřeba pomoci, a je potřeba je odlišovat od ekonomických migrantů“.
Podle Czernina Česko čelí hrozbě ze strany Ruska a Číny. Kritizoval Česko za neplnění závazků vůči NATO a vyjádřil názor, že „Americké matky jsou snad jediné, které posílají své syny na světová bojiště, aby bránili svobodu a demokracii“.
Českého prezidenta Miloše Zemana, který se během pandemie covidu-19 snažil prosadit očkování ruskou vakcínou Sputnik V, označil v březnu 2021 za „ruského švába“.
V květnu 2021 obvinilo několik žen místopředsedu poslaneckého klubu TOP 09 Dominika Feriho ze sexuálního obtěžování a ze série sexuálních napadení. Czernin se snažil jejich výpovědi zpochybnit a pět měsíců před volbami prohlásil, že „Je zvláštní, že se to vynoří takto před volbami.“

## Rodina
Tomáš Czernin se v Praze 11. srpna 1990 se oženil s Rakušankou Ursulou Piringer (* 14. července 1959 Vídeň), která vystudovala ve Vídni a v Římě historii se zaměřením na raný novověk. Naučila se česky. Je praktikující katoličkou a dokonce je činná v charitě Českého velkopřevorství Suverénního řádu maltézských rytířů. Spolu mají čtyři děti:
1. Zuzana Maria Andrea Polyxena Elfriede Friederike Agnes Ludmila (* 16. 7. 1991 Vídeň)
2. Anna Maria Zuzana Johanna Friederike Gabriela Adele Bernadetta (* 16. 4. 1993 Vídeň)
3. Wolfgang Leopold Maria František (* 28. 3. 1995 Vídeň), Ing.
4. Maximilian Maria Děpold Zdeněk Vojtěch (* 22. 7. 1997 Městec Králové), Bc.

## Rodokmen

### Vývod z předků po mužské linii
1. Tomáš (* 1962)
2. Theobald (1936–2015)
3. Rudolf (1904–1984)
4. Děpold Josef (1871–1931), měl bratry Ottu Rudolfa, ministr zahraničí Rakousko-Uherska, a Ottu vyslance v Sofii
5. Děpold (1836–1893)
6. Otakar Evžen (1809–1886)
7. Wolfgang Maria (1766–1813)
8. Prokop Vojtěch František (1726–1777)
9. František Josef (1697–1733), královský sněmovní komisař (na českém zemském sněmu zastupoval císaře)
10. Heřman Jakub (1659–1710), v roce 1695 byl velvyslancem císaře Leopolda I. ve Varšavě u dvora Jana III. Sobieského
11. Humprecht Jan (1628–1682), člen řádu Zlatého rouna, císařský vyslanec v Benátkách, nechal postavit Černínský palác v Praze na Hradčanech
12. Jan (1597–1642)
13. Humprecht (1570–1632), měl bratry Heřmana, císařského vyslance v Istanbulu, a Diviše, nejvyššího dvorského hofmistra
14. Jan († 1580)
15. Diviš (1519–1548)
16. Draslav (1484–1536)
17. Humprecht (1447–1501), zakladatel chudenické větve
18. Drslav († 1466)
19. Černín (1375–1420)
20. Černín († 1378)
21. Drslav z Chudenic († 1291)
22. Soběhrd z Klatov († 1257)
23. Černín z Drslavic († 1215)
24. Drslav († 1167), zakladatel rodu